# Château de Saint-Pierre-du-Jonquet
Le château de Saint-Pierre-du-Jonquet aussi appelé château du Jonquet ou maison des champs est un édifice situé sur le territoire de la commune de Saint-Pierre-du-Jonquet dans le département français du Calvados.

## Localisation
Le monument est situé dans le département français du Calvados, à Saint-Pierre-du-Jonquet au lieu-dit le château.

## Historique
Le château est bâti au milieu du XVIIIe siècle pour l'armateur honfleurais Leroi-Beaulieu. 
L'édifice fait l'objet de deux inscriptions comme monument historique : le château en totalité, la cour d’honneur et ses murs de clôture, ainsi que le jardin, ses fossés et ses murs de clôture, sont inscrits depuis le 23 février 1995. La salle de billard avec son décor et le papier peint du XIXe siècle sont classés par arrêté du 12 décembre 1996.

## Architecture
Il a conservé l'intégralité de ses dispositions intérieures et son décor du milieu du XVIIIe siècle : cheminées, lambris, dallages, plafonds. La salle de billard fut réaménagée en 1818 avec un papier peint de la manufacture Dufour, représentant les Fêtes de la Grèce et Jeux olympiques.